# Bodo von Borries
Bodo von Borries (Herford, 22 de maio de 1905 — Aachen, 17 de julho de 1956) foi um engenheiro eletrônico alemão, um dos inventores do microscópio eletrônico.
Von Borries estudou engenharia elétrica na Universidade Técnica de Danzig e no Instituto de Tecnologia de Berlim, onde obteve um PhD em 1932. Em 1937 ele começou a trabalhar em microscopia eletrônica com Ernst Ruska na Siemens & Halske AG em Berlim. Em 1937, von Borries 1937 casou-se com Hedwig Ruska, irmã de Ernst Ruska.
Após a Segunda Guerra Mundial, ele fundou o "Instituto de Microscopia Eletrônica da Renânia-Vestfália" em Düsseldorf em 1948. Em 1949, ele participou da fundação da Sociedade Alemã de Microscopia Eletrônica.
Em 1953 ele se tornou professor titular na Universidade Técnica de Aachen e estabeleceu seu Departamento de Óptica Eletrônica e Engenharia de Precisão, onde trabalhou até sua morte repentina em 1956.

## Obras
- Werkverzeichnis u. a. von digitalisierten Veröffentlichungen mit Ernst Ruska
- B. v. Borries: Die Übermikroskopie – Einführung, Untersuchung ihrer Grenzen und Abriss ihrer Ergebnisse. Berlin 1949
- Lin Qing: Zur Frühgeschichte des Elektronenmikroskops. GNT-Verlag, Stuttgart 1995, ISBN 978-3-928186-02-5.